# Гуреев, Сергей Николаевич
Серге́й Никола́евич Гуре́ев (7 октября 1918 — 14 января 2013) — участник Великой Отечественной войны, Герой Советского Союза, командир понтонного отделения 135-го отдельного моторизованного понтонно-мостового батальона 6-й понтонно-мостовой бригады 40-й армии Воронежского фронта, старший сержант.

## Биография
Родился 7 октября 1918 года в поселке Мелеуз (ныне город в Башкирии) в семье рабочего.
Окончив 6 классов, с 1933 по 1939 годы работал слесарем вулканизаторщиком Мелеузовской МТС.
Командир понтонного отделения кандидат в члены ВКП(б) старший сержант Гуреев С. Н. отличился 12 октября 1943 года при форсировании реки Днепр в районе сёл Козинцы и Зарубинцы и Переяславской пристани Каневского района Черкасской области Украины. Будучи начальником парома, Гуреев С. Н. переправлял через реку войска 3-й гвардейской танковой армии и 40-й армии. Во время разгрузки парома начался интенсивный артиллерийский и миномётный огонь противника. Под обстрелом полностью выгрузил боеприпасы с парома и отправился в обратный рейс на левый берег Днепра, чтобы продолжить переправу. Когда катер вышел из строя, стал переправлять паром вручную.
Член ВКП(б)/КПСС с 1943 года.
Указом Президиума Верховного Совета СССР «О присвоении звания Героя Советского Союза генералам, офицерскому, сержантскому и рядовому составу Красной Армии» от 10 января 1944 года за «образцовое выполнение боевых заданий командования на фронте борьбы с немецко-фашистскими захватчиками и проявленные при этом отвагу и геройство» удостоен звания Героя Советского Союза с вручением ордена Ленина и медали «Золотая Звезда» (№ 2478).
В 1945 году окончил Киевское училище самоходной артиллерии, в 1947 году — Курсы усовершенствования офицерского состава. В 1950 году вышел в отставку в звании лейтенанта.
До ухода на заслуженный отдых работал старшим инженером на заводе «Маяк» в городе Киеве.

## Награды
- Медаль «Золотая Звезда» (10 января 1944).
- Орден Ленина (10 января 1944).
- Орден Отечественной войны I степени.
- Медали СССР.